# Амидосульфурон
Амидосульфурон  (C9H15N5O7S2) — избирательный гербицид, относящийся к классу сульфонилмочевин. Пестицид системного действия. Эффективен в отношении двудольных сорняков.

### Действие на вредные организмы
Амидосульфурон является избирательным гербицидом системного действия. Избирательность обуславливается повышенной скоростью детоксикации действующего вещества в устойчивых видах. Максимальная эффективность препаратов на основе амидосульфурона может достигаться при опрыскивании посевов на ранних сроках развития однолетних двудольных, а также в фазе розетки многолетних корнеотпрысковых сорных растений. Гербицидному эффекту также способствуют некоторые благоприятные условия, например оптимальные показатели влажности и температуры. При этом пониженная температура до, во время либо после опрыскивания не уменьшает эффективность препарата, однако может снизить скорость проявления гербицидного действия.
Препараты на основе амидосульфурона оказывают гербицидное действие на чувствительные к нему сорные растения, имеющиеся в момент опрыскивания в посевах. На вторую волну сорняков (появившиеся после опрыскивания) не действует, поэтому важно правильно рассчитать время обработки.

### Механизм действия амидосульфурона
Вещество подавляет биосинтез аминокислот с разветвленной цепью (валин, изолейцин), что приводит к прекращению роста и деления клеток. Активное действие гербицида можно заметить уже через несколько часов после проведенной обработки. У восприимчивых к препарату сорняков в первую неделю начинают желтеть листья, после 10–14 дней образуются хлорозные пятна, отмирают точки роста. Полная гибель растения происходит в течение 3–5 недель в зависимости от погодных условий. Случаев проявления резистентности сорняков не отмечено. Во избежание такой вероятности рекомендуется чередовать гербициды из разных химических групп, отличающихся механизмом действия.

### Фитотоксичность
После опрыскивания на ячмене иногда могут наблюдаться такие явления, как кратковременное уменьшение интенсивности зеленой окраски листьев. Она может стать желтоватой, светло-зеленой, белесой. Такое случается редко. Явление связывают с резкими погодными условиями (аномальное понижение температуры), наблюдавшимися в процессе обработки. При установлении нормальных для данной местности температурных и влажностных показателей окраска растений восстанавливается в течение 2 недель. Фитотоксичность может также проявиться у некоторых сортов ячменя при совместном опрыскивании с граминицидами в баковых смесях.

### Токсикологические характеристики
Амидосульфурон достаточно быстро разлагается в почве. Период полураспада занимает от 3 до 29 дней. Скорость деградации обуславливается биологической активностью почвы. Вещество не проявляет токсичности по отношению к птицам, рыбам, пчелам, червям, почвенным микроорганизмам. Соединение малотоксично для теплокровных. ЛД50 для крыс > 5000 мг/кг. Препараты на основе амидосульфурона относятся к 3 классу опасности для пчел и человека. Острое отравление препаратом на основе амидосульфурона проявляется затруднением дыхания, снижением двигательной активности, саливацией, выделениями из глаз и носа.